# الدوري الإنجليزي لكرة القدم 1900–01
الدوري الإنجليزي لكرة القدم 1900–01 (بالإنجليزية: 1900–01 Football League)‏ هو موسم من دوري كرة القدم الإنجليزي. فاز فيه نادي ليفربول.